# Solanum valerianum
Solanum valerianum är en potatisväxtart som beskrevs av Conrad Vernon Morton och Paul Carpenter Standley. Solanum valerianum ingår i släktet skattor som ingår i familjen potatisväxter. Inga underarter finns listade i Catalogue of Life.